# 穆杜拉
穆杜拉（Mudula 或 Sigezo）是埃塞俄比亞東南部南方各族州坎巴塔滕巴羅地區的小鎮，座標7°17′N 37°33′E / 7.283°N 37.550°E，海拔2,100米。區內營養不良和瘧疾的情況嚴重。根據埃塞俄比亞中央統計局2005年的人口普查資料，穆杜拉人口約5,195，其中男性2,511人，女性2,684人。